# Östen Warnerbring
Östen Warnerbring (Malmö, 22 novembre 1934 – San Bartolomé de Tirajana, 18 gennaio 2006) è stato un cantante svedese.

## Biografia
Ha rappresentato la Svezia all'Eurovision Song Contest 1967 con la canzone Som en dröm, dopo aver vinto la coeva edizione del Melodifestivalen.